# Fedoriwka (rejon korosteński)
Fedoriwka (ukr. Федорівка) – wieś na Ukrainie, w obwodzie żytomierskim, w rejonie korosteńskim, w hromadzie Malin. W 2001 liczyła 659 mieszkańców, spośród których 645 wskazało jako ojczysty język ukraiński, 13 rosyjski, a 1 białoruski.